# Archidiocèse de Kaunas
L'archidiocèse de Kaunas (en latin : Archidioecesis Kaunensis, en lituanien : Kauno arkivyskupija) est une circonscription ecclésiastique de l’Église catholique en Lituanie. Ayant son siège à Kaunas, deuxième ville du pays, il fut érigé en 1926 par Pie XI pour remplacer l’ancien diocèse de Samogitie, crée en 1417. Métropolitain, l’archidiocèse à trois diocèses suffragants : Vilkaviškis, Telšiai et Šiauliai. 

## Histoire
Conformément aux directives du concile de Constance (1414-1418) le diocèse de Samogitie est créé en 1417, avec son siège à Medininkai. Il fut supprimé en 1798 et rétabli en 1849. 
L’indépendance de la Lituanie en 1918 conduit à une réorganisation des structures ecclésiastiques du pays les adaptant aux nouvelles limites territoriales. Celle-ci est approuvée par Pie XI le 4 avril 1926. Le diocèse de Samogitie est supprimé et remplacé par l’archidiocèse métropolitain de Kaunas, ayant comme suffragants les diocèses de Vilkaviškis, Telšiai.  Vilnius et la partie orientale du pays étant sous le contrôle de la Pologne (depuis 1920), Kaunas est alors la capitale effective de la jeune république de Lituanie.
En 1997, le diocèse de Šiauliai est érigé, par bifurcation de l’archidiocèse de Kaunas dont il devient le troisième suffragant.  
La cathédrale Saint-Pierre-et-Saint-Paul, édifice gothique du XVe siècle, fut érigée en basilique mineure en 1921. Une autre basilique mineure se trouve à Šiluva, dans l’ancienne Samogitie. L'archidiocèse est actuellement vacant (mars 2019).

## Province
La province ecclésiastique comprend l'archidiocèse métropolitain et les diocèses suffragants suivants :
- Diocèse de Šiauliai
- Diocèse de Telšiai
- Diocèse de Vilkaviškis

## Ordinaires de l'archidiocèse

### Évêques de Samogitie
- De 1417 à 1926, 41 évêques se sont succédé sur le siège de Samogitie.

### Archevêques de Kaunas
- Juozapas Skvireckas (1926–1944), mort en 1959

L’archevêque Skvireckas abandonne son siège de Kaunas en 1944, avec les troupes allemandes quittant son pays. Il vit en exil jusqu'à sa mort en 1959, sans cependant démissionner. Il garde le titre d'archevêque de Kaunas jusqu'à sa mort. Après son départ l’archidiocèse est géré par des vicaires capitulaires ou administrateurs apostoliques, dont les activités religieuses subissent en permanence les tracasseries et persécutions du régime soviétique.
- Stanislovas Jokūbauskis (1944–1947), administrateur apostolique
- Juozapas Stankevičius (1947–1965), administrateur apostolique
- Juozapas Matulaitis-Labukas (en) (1965–1979), administrateur apostolique
- Liudvikas Povilonis (1979–1988), administrateur apostolique
- Juozas Preikšas (1988–1989), administrateur apostolique
- Vincentas Sladkevičius, MIC (1989–1996), créé cardinal en 1988.
- Sigitas Tamkevičius, SJ (1996–2015), créé cardinal en octobre 2019
- Lionginas Virbalas, SJ (11 juin 2015[1] - 1er mars 2019[2])
- Kęstutis Kėvalas (en), depuis 2020

## Sources
- L'Annuaire pontifical, Cité du Vatican, 2010, p. 352.
- (en) Fiche de l'archidiocèse, Catholic-Hierarchy.